# Marie-Victoire Lemoine

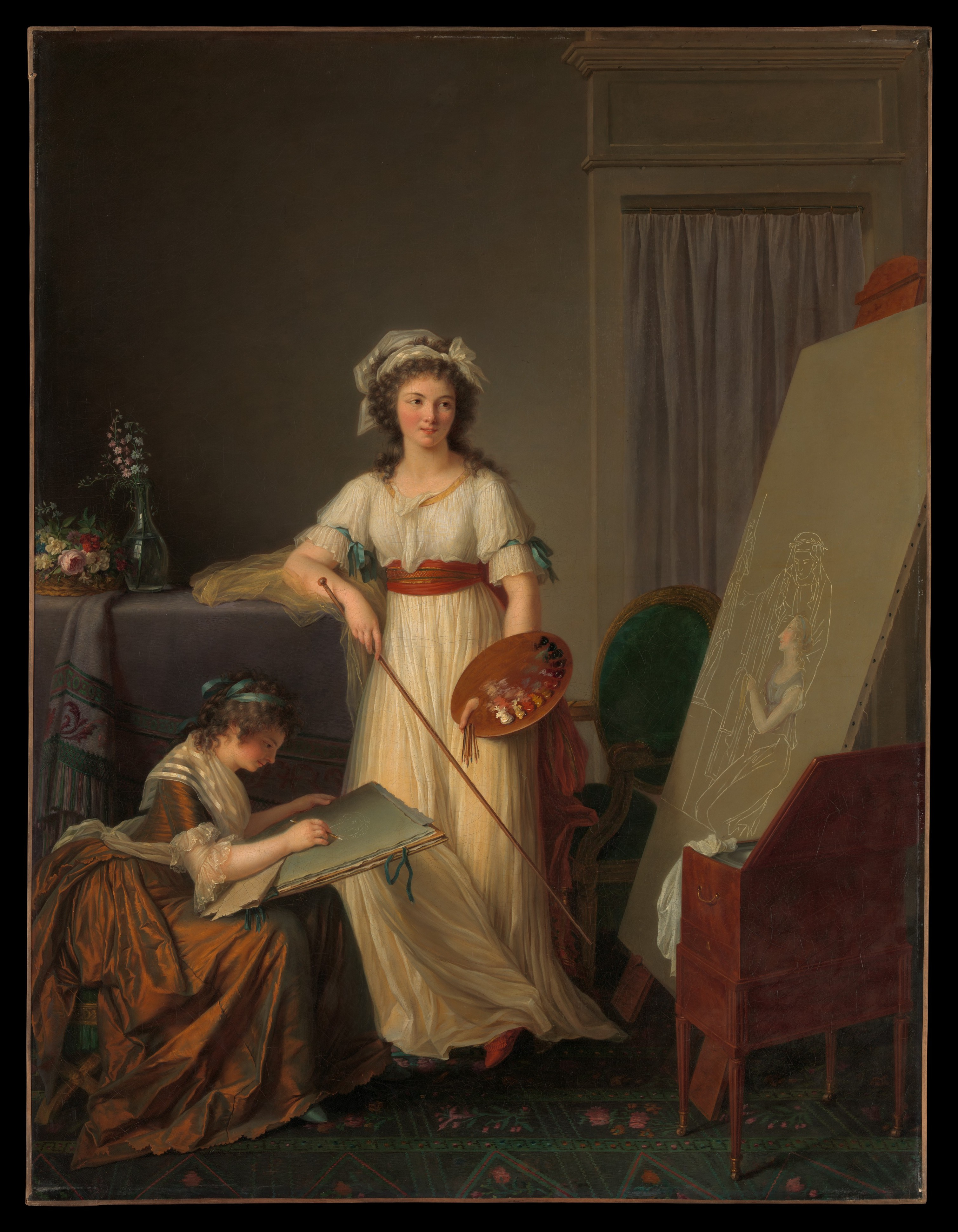
Atelier einer Künstlerin, wohl Mme. Vigée-Lebrun und eine Schülerin, gemalt 1796 von Marie-Victoire Lemoine

Marie-Victoire Lemoine (* 1754 in Paris; † 2. Dezember 1820 in Paris) war eine französische Malerin des Klassizismus.

## Leben
Marie-Victoire Lemoine wurde 1754 als älteste Tochter von Charles Lemoine und Marie-Anne Rousselle in Paris geboren. Ihre jüngeren Schwestern Marie-Denise Lemoine (bekannt als Nisa Villers) sowie Marie-Elisabeth Lemoine-Gabiou waren auch Künstlerinnen. Anders als ihre Schwestern blieb sie unverheiratet und gehörte zu den wenigen Frauen in der Kunst in der zeitgenössischen Kunst, die sich mit ihrer Malerei ihren Lebensunterhalt verdienten. Sie soll Anfang der 1770er Jahre mit dem Akademiemitglied François Ménageot in einem vom Kunsthändler Jean-Baptiste-Pierre Lebrun erworbenen Haus gelebt und gearbeitet haben, unmittelbar neben dem Atelier von Elisabeth Vigée-Lebrun.
Ab 1779 wohnte sie wieder im Haus ihrer Eltern, bis sie zu ihrer Schwester Marie-Elisabeth zog. Dort verblieb sie, auch über den Tod ihrer Schwester hinaus. Marie-Victoire Lemoine malte hauptsächlich Porträts, Miniaturen und Genreszenen, die sie ab 1779 unter anderem mit dem Porträt von Prinzessin Lamballe im Format 57 × 45 cm  im Salon de la Correspondance ausstellte. Von da an führte sie jeweils für die Salons von 1796, 1798, 1799, 1802, 1804 und 1814 ihre Kunstwerke der Öffentlichkeit vor. Sechs Jahre nach ihrer letzten Ausstellung starb sie im Alter von 66 Jahren in Paris.